# Polina Wiktorowna Kusnezowa
 Polina Wiktorowna Kusnezowa, geb. Wjachirewa (russisch Полина Викторовна Кузнецова (Вяхирева); englisch Polina Kuznetsova (née Vyakhireva); * 10. Juni 1987 in Schopokow, Kirgisische SSR, Sowjetunion) ist eine ehemalige russische Handballspielerin.

## Karriere
Kusnezowa lief in der Saison 2002/03 für Akwa Wolgograd und in der darauffolgenden Saison für GK Rostow am Don auf. Ab 2004 stand die Außenspielerin beim GK Lada Toljatti unter Vertrag. Mit Lada errang sie 2005 und 2006 die russische Meisterschaft. Im Februar 2007 wechselte Kusnezowa zu Swesda Swenigorod, mit dem sie 2007 die russische Meisterschaft, 2009, 2010, 2011 und 2014 den russischen Pokal, 2007 den EHF-Pokal sowie 2008 die EHF Champions League gewann. 2014 schloss sie sich GK Astrachanotschka an. Mit Astrachanotschka gewann sie 2016 die russische Meisterschaft. Anschließend wechselte sie zu GK Kuban Krasnodar. Kusnezowa schloss sich im Sommer 2017 dem mazedonischen Erstligisten ŽRK Vardar SCBT an. Mit Vardar gewann sie 2018 die mazedonische Meisterschaft sowie den mazedonischen Pokal. Anschließend kehrte sie zu GK Rostow am Don zurück. Mit Rostow gewann sie 2019, 2020 und 2022 die russische Meisterschaft. Nach der Saison 2024/25 beendete sie ihre Karriere.
Kusnezowa gehörte dem Kader der russischen Nationalmannschaft an. Mit Russland gewann sie 2005 im eigenen Land und 2007 in Frankreich die Weltmeisterschaft, wobei sie 2007 zusätzlich in das Allstar-Team gewählt wurde. 2006 in Schweden sowie 2018 in Frankreich gewann sie jeweils die Vize-Europameisterschaft. Bei den Olympischen Spielen 2016 in Rio de Janeiro gewann sie die Goldmedaille. Bei der Weltmeisterschaft 2019 gewann sie mit der russischen Auswahl die Bronzemedaille. Mit der russischen Auswahl gewann sie die Silbermedaille bei den Olympischen Spielen in Tokio. Kusnezowa erzielte im Turnierverlauf insgesamt 19 Treffer und wurde zusätzlich in das All-Star-Team gewählt. Anschließend gab sie das Ende ihrer Länderspielkarriere bekannt.
Kusnezowa gewann im Jahr 2005 mit Russland die U-20-Weltmeisterschaft.

## Privates
Ihre jüngere Schwester Anna Wjachirewa spielt ebenfalls Handball und gehört auch der Nationalmannschaft an.